# چهارگانه‌ی اسکندریه
چهارگانه‌ی اسکندریّه (به انگلیسی: The Alexandria Quartet) یک سلسلهٔ رمانِ چهارجلدی از لارنس دارل است.
1. ژوستین (۱۹۵۷)
2. بالتازار (۱۹۵۸)
3. مونت‌آلیو (۱۹۵۸)
4. کلیا (۱۹۶۰)

## به فارسی
خاطره کردکریمی این چهارگانه را به فارسی ترجمه و منتشر کرده است. احمد میرعلایی نیز دو جلد از این رمان را ترجمه کرده، ولی منتشر نکرده است.